# Cymus discors
Cymus discors är en insektsart som beskrevs av Horvath 1908. Cymus discors ingår i släktet Cymus och familjen Cymidae. Inga underarter finns listade i Catalogue of Life.